# Комплекс будинків по вулиці Героїв Майдану, 7—15
Комплекс будинків по вулиці Героїв Майдану, 7—15 — комплекс житлових будинків на початку вулиці Героїв Майдану у Франківському районі міста Львова. Складається із п'яти будинків, кожен з яких має статус пам'ятки архітектури місцевого значення: № 7 (охоронний № 2089), № 9 (охоронний № 2091), № 11 (охоронний № 2092), № 11-а (охоронний № 2093) і № 15 (охоронний № 2094).

## Історія
Забудова вулиці Героїв Майдану почалася на початку 1900-х років, коли вулиця сформувалася у своєму нинішньому вигляді. Непарний бік вулиці через дещо ускладнений рельєф місцевості почав забудовуватися пізніше. Прибуткові будинки № 7—15 були зведені у 1920-х роках у стилі раннього функціоналізму. Автором проекту був архітектор П. Тарнавецький, який у 1931—1939 роках мешкав із своєю родиною в будинку № 15.

## Опис
Будинки чотириповерхові, із мансардами, відокремлені від тротуару палісадниками. Фасади будинків мають схоже оформлення, в якому цікаво поєднані елементи раннього функціоналізму, зокрема, широкі прямокутні вікна, та елементи ар-деко: підвіконні тафлі з візерунками в техніці сграфіто, сандрики над вхідними порталами, карнизи із дентикулами.
- Будинок № 7: фасад симетричний, завершується карнизом із дентикулами та мансардою, увінчаною широким трикутним фронтоном. Центральну вісь фасаду підкреслює ряд вікон у рустованих рамках, вікна третього і четвертого поверхів мають підвіконні тафлі із рослинним орнаментом, виконаним у техніці сграфіто, у стилі ар-деко. Вікна прямокутні, по центральній осі — здвоєні вузькі, на бічних осях — широкі. Вхідні двері мають великий прямокутний світлик, прикрашені решіткою з геометричними мотивами.
- Будинок № 9: фасад вужчий, ніж у будинку № 7, асиметричний (вхідний портал розташований по лівій осі фасаду), завершується карнизом із дентикулами та мансардою, увінчаною значно вужчим, ніж у будинку № 7, трикутним фронтоном. Вікна прямокутні, значно вужчі, ніж у сусідніх будинках. Центральну вісь фасаду підкреслює ряд вікон у рустованих рамках, вікна третього і четвертого поверхів мають підвіконні тафлі із орнаментом у вигляді давньогрецьких ваз, виконаним у техніці сграфіто у стилі ар-деко. Вхідні двері мають великий прямокутний світлик, прикрашені решіткою з геометричними мотивами (аналогічні до дверей будинку № 7).
- Будинок № 11: декор будинку аналогічний будинку № 7.
- Будинок № 11-а: фасад симетричний, розчленований горизонтально тягами. Вікна прямокутні, по центральній осі обрамовані стрічковим рустом. Мансардний поверх увінчаний невеликим трикутним фронтоном. Вхідні двері обрамовані стрічковим рустом і прикрашені прямокутним сандриком.
- Будинок № 15: подібний за декоруванням до сусіднього будинку № 11-а, єдина відмінність — широкий, на всю ширину фасаду балкон на рівні третього поверху. На старих фотографіях будинку можна побачити над його вхідним порталом трикутний десюдепорт[4], пізніше втрачений.

## Галерея

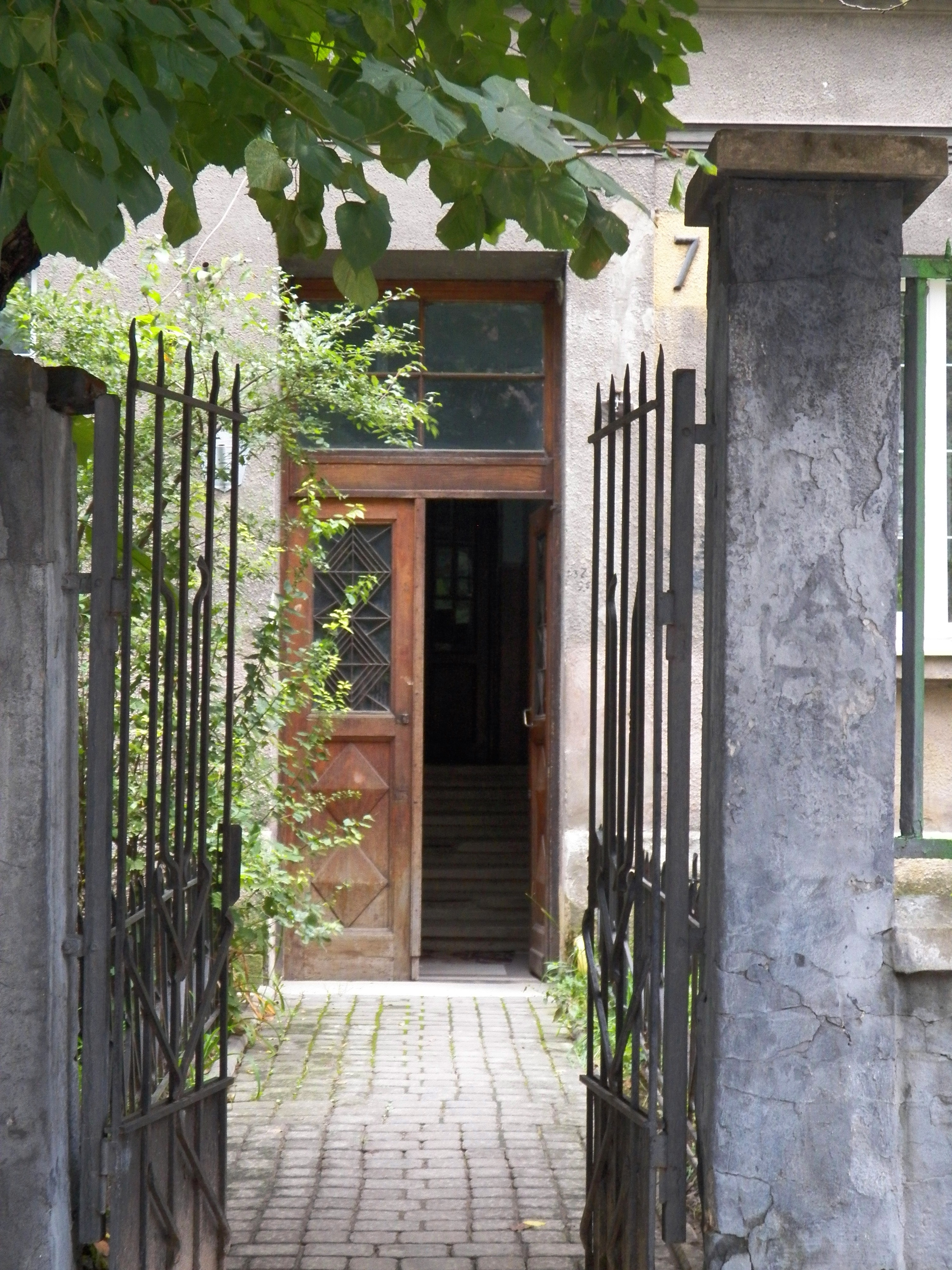
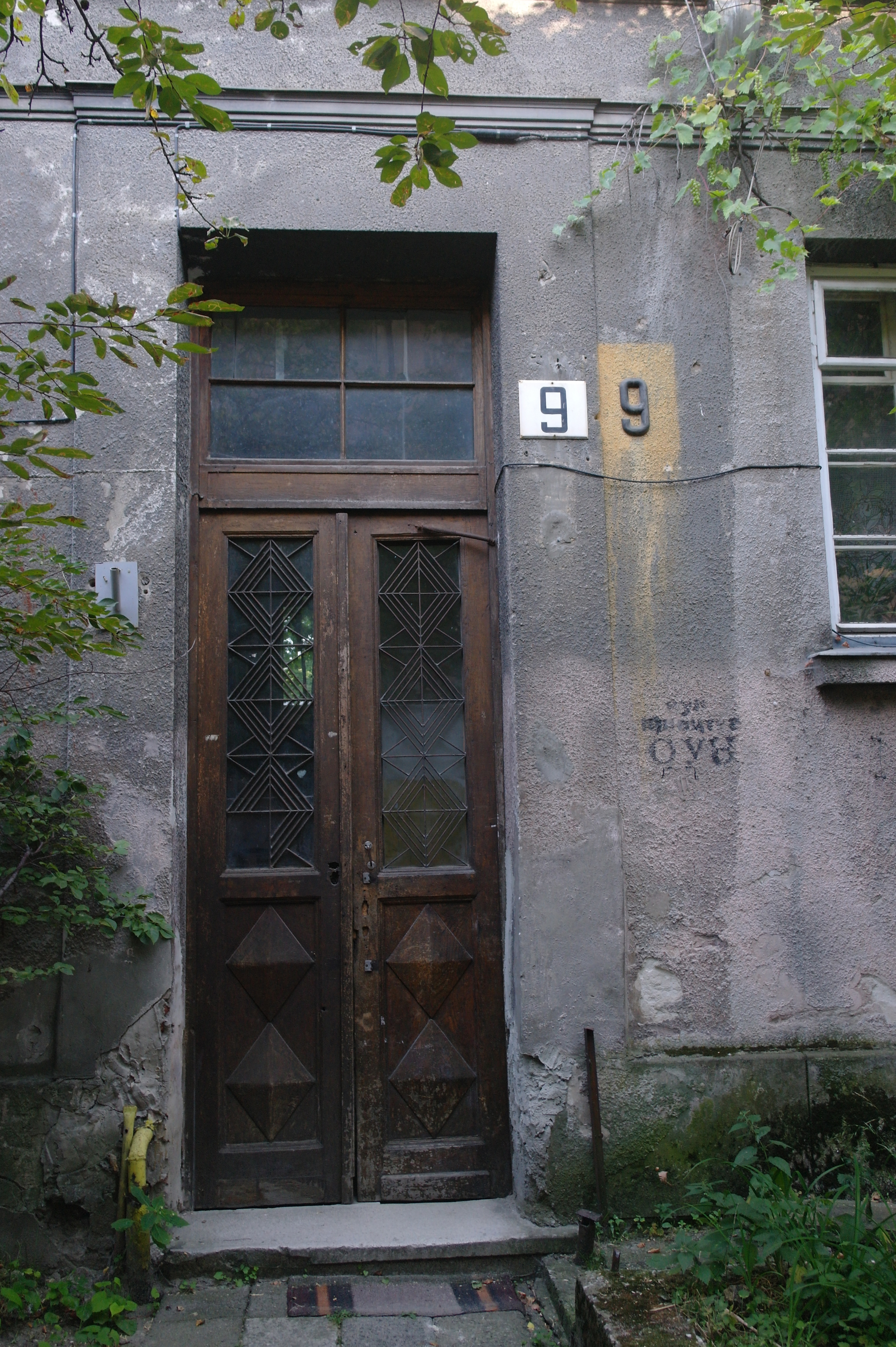
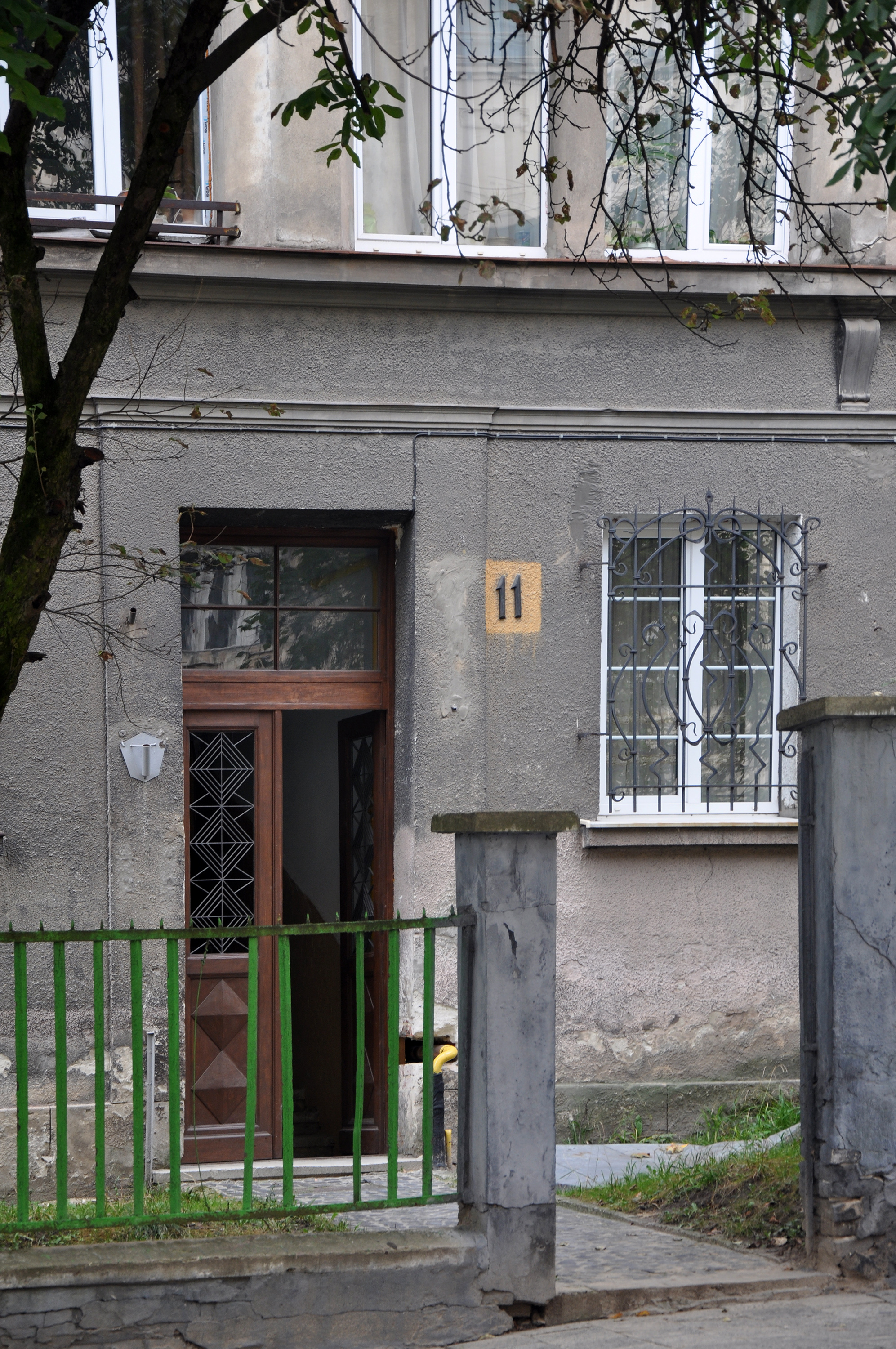
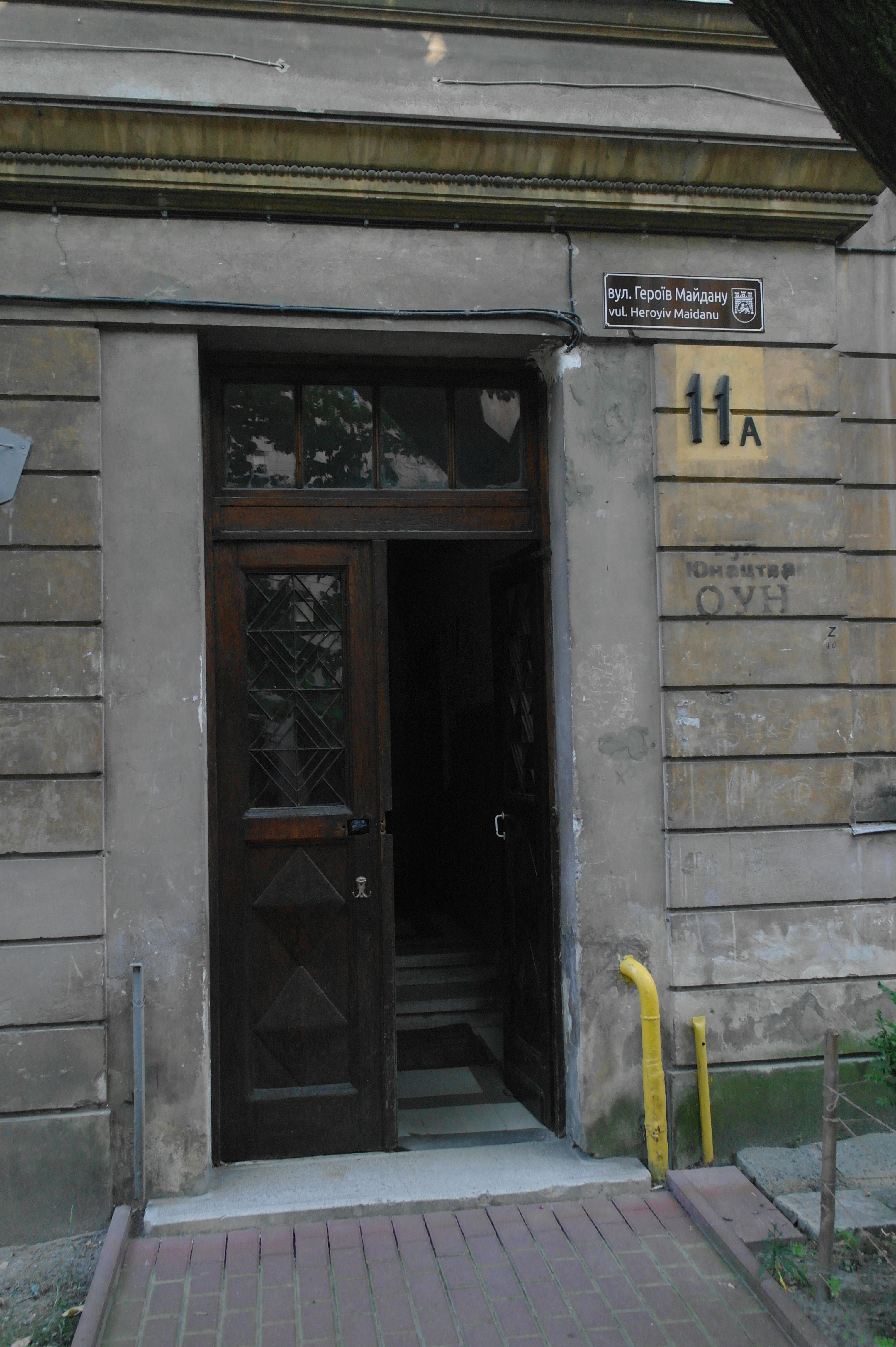
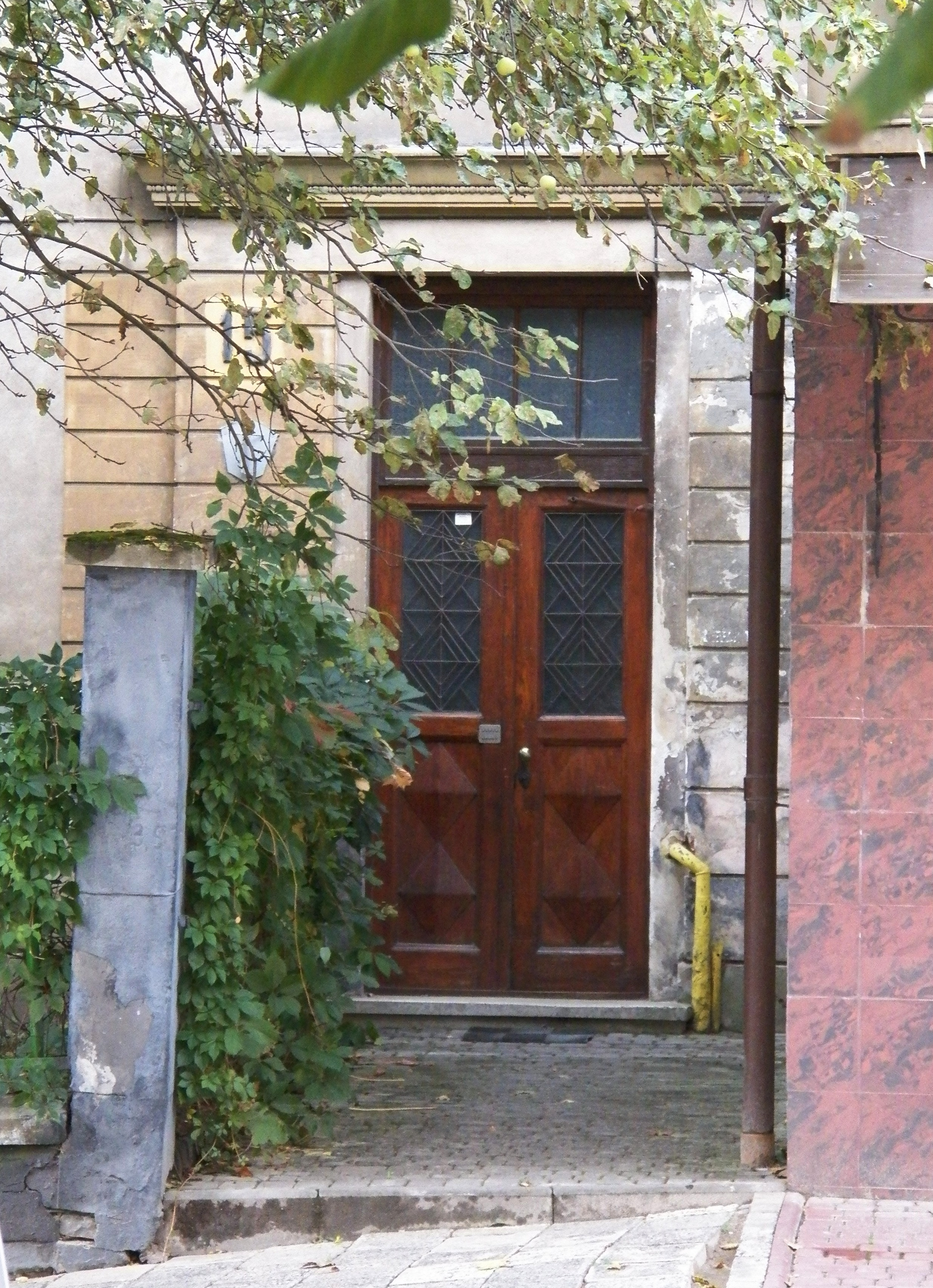

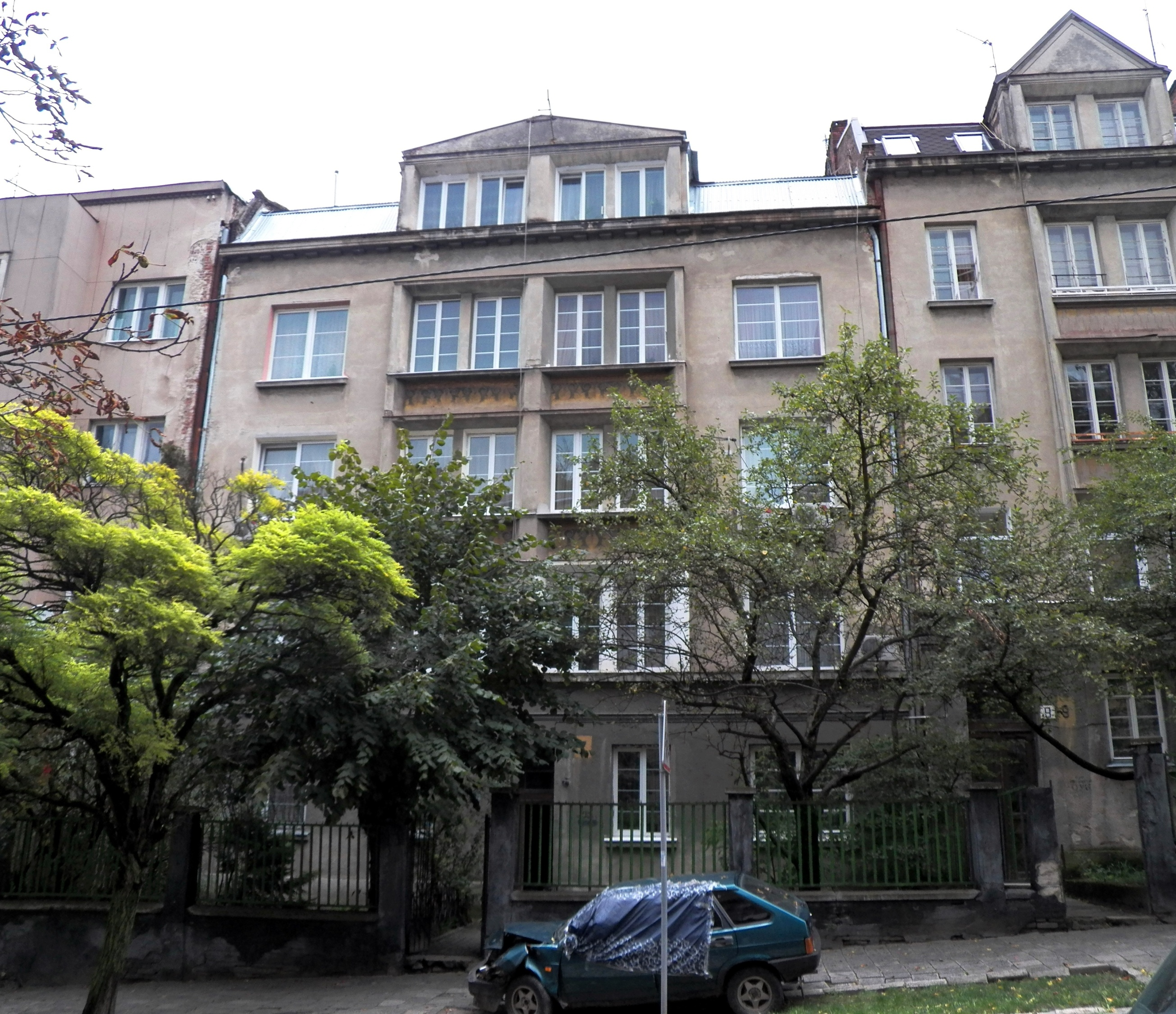
Будинок № 7
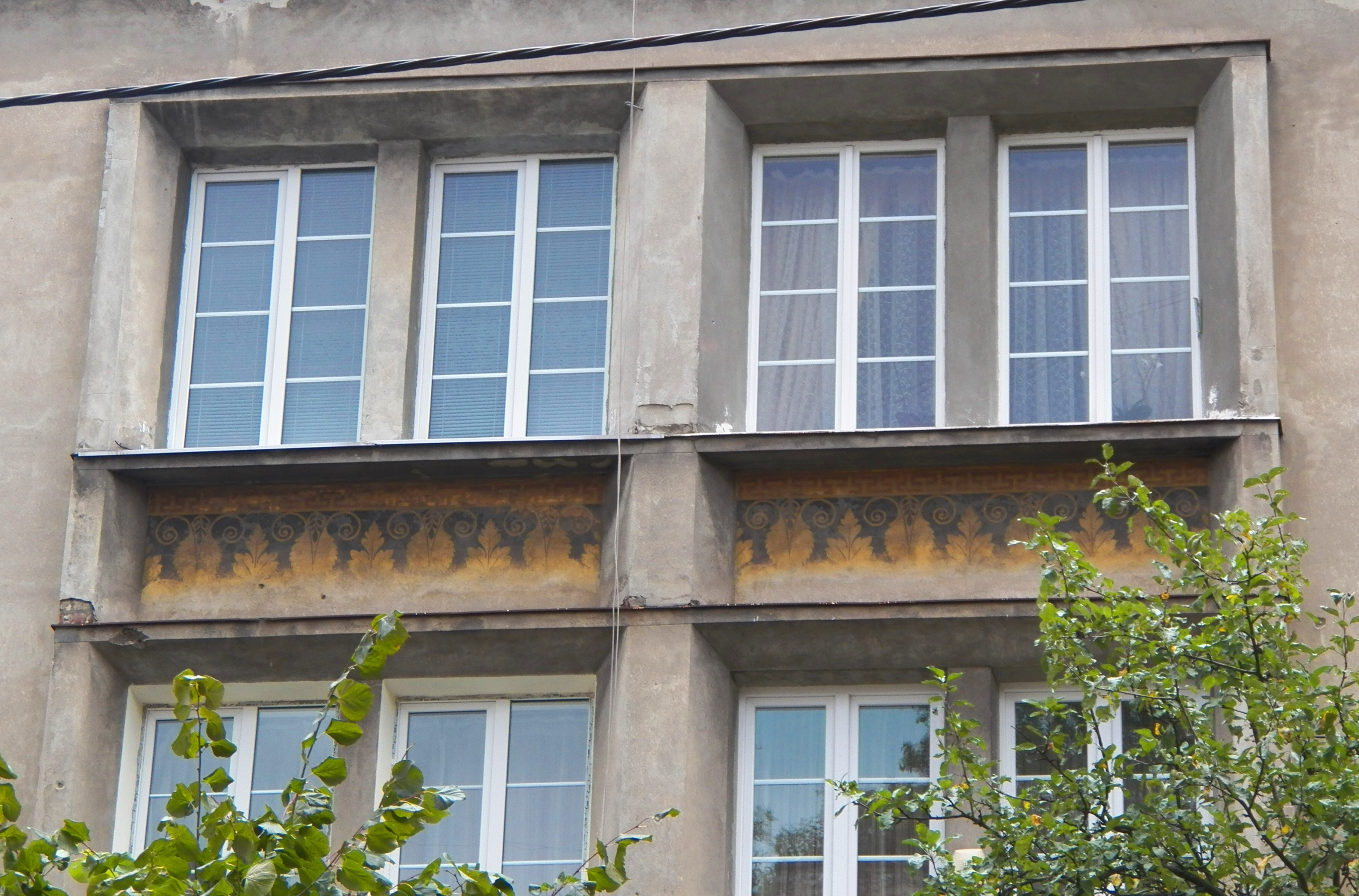
Підвіконні тафлі будинку № 7
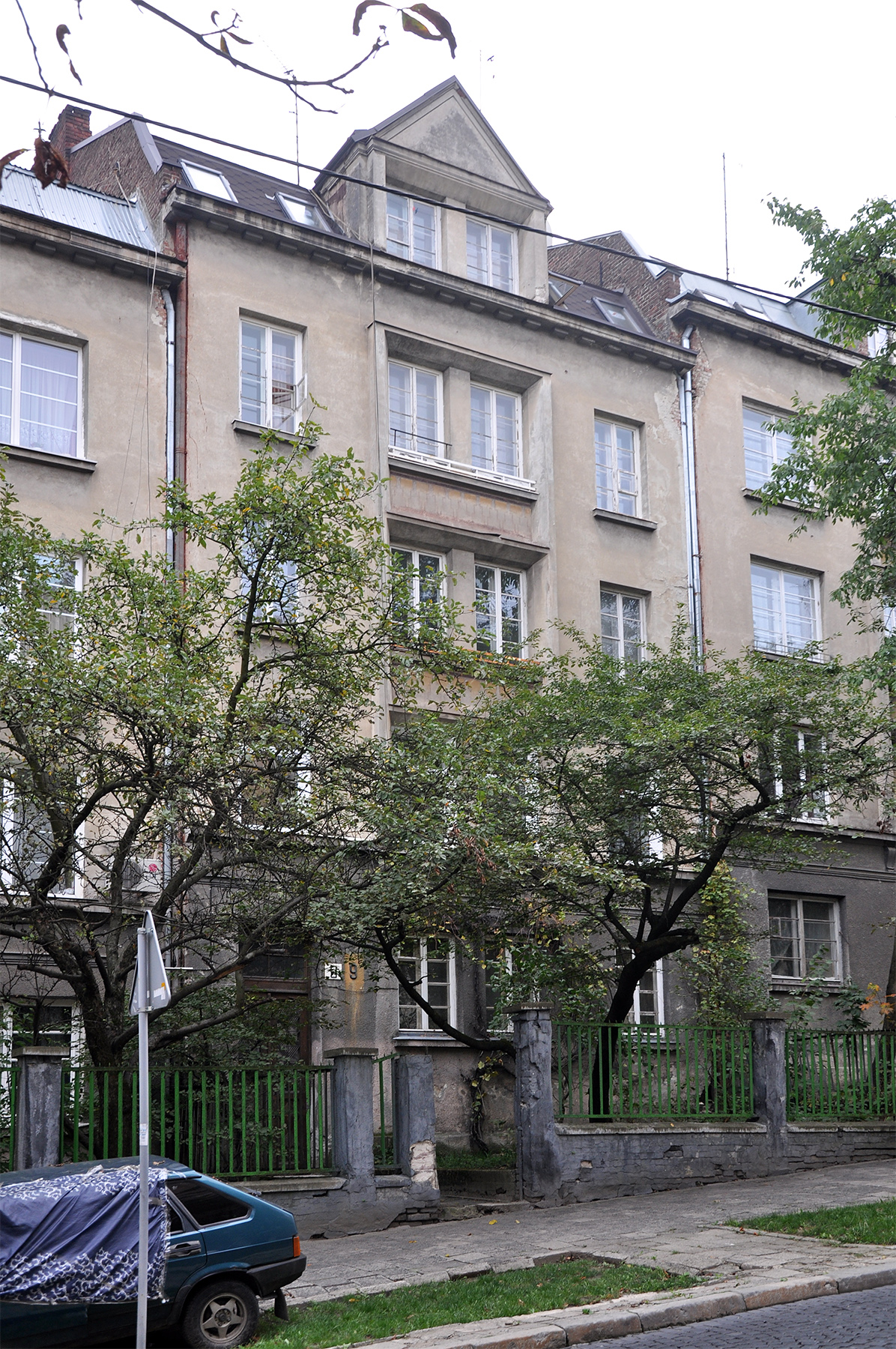
Будинок № 9
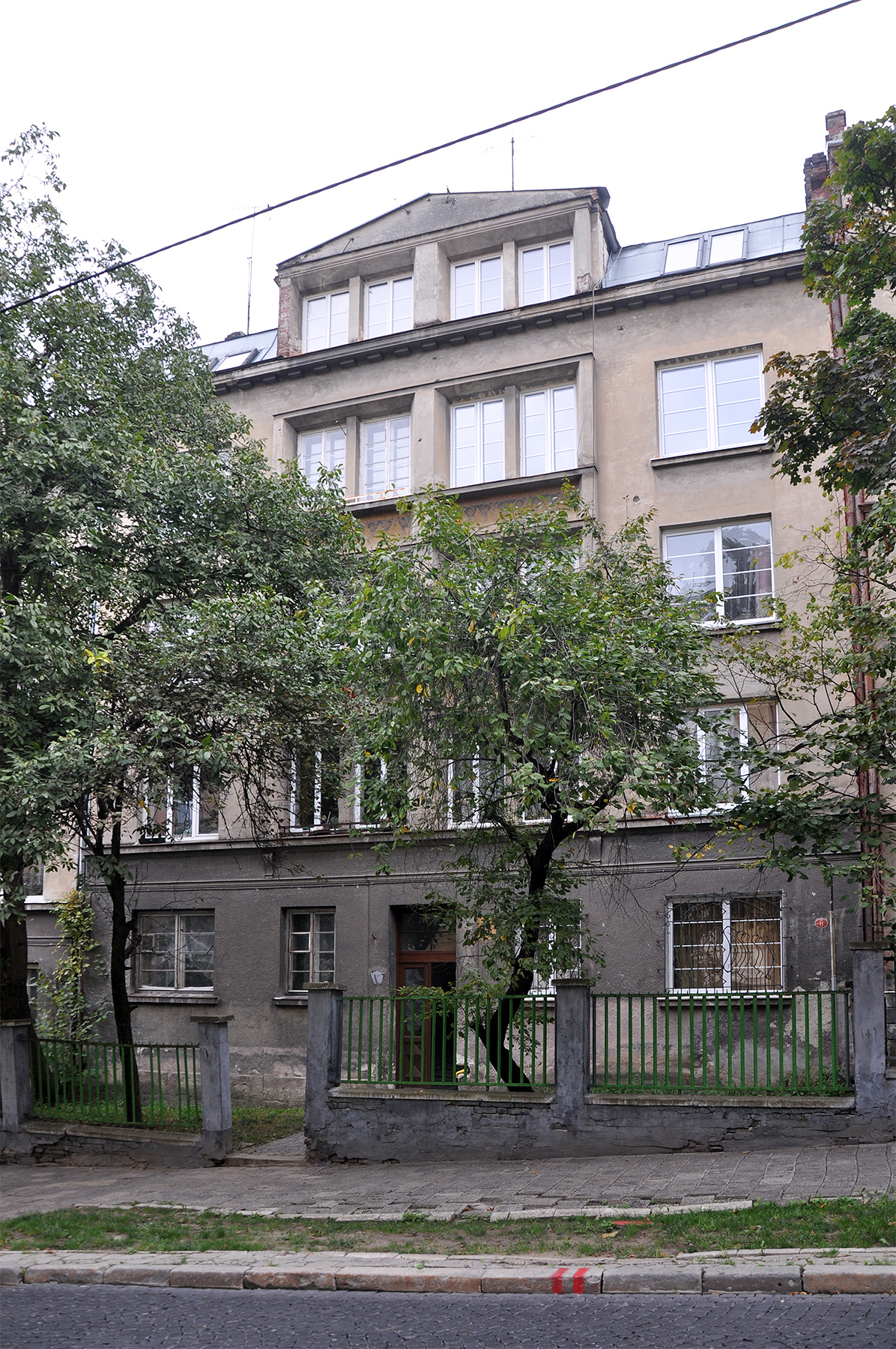
Будинок № 11
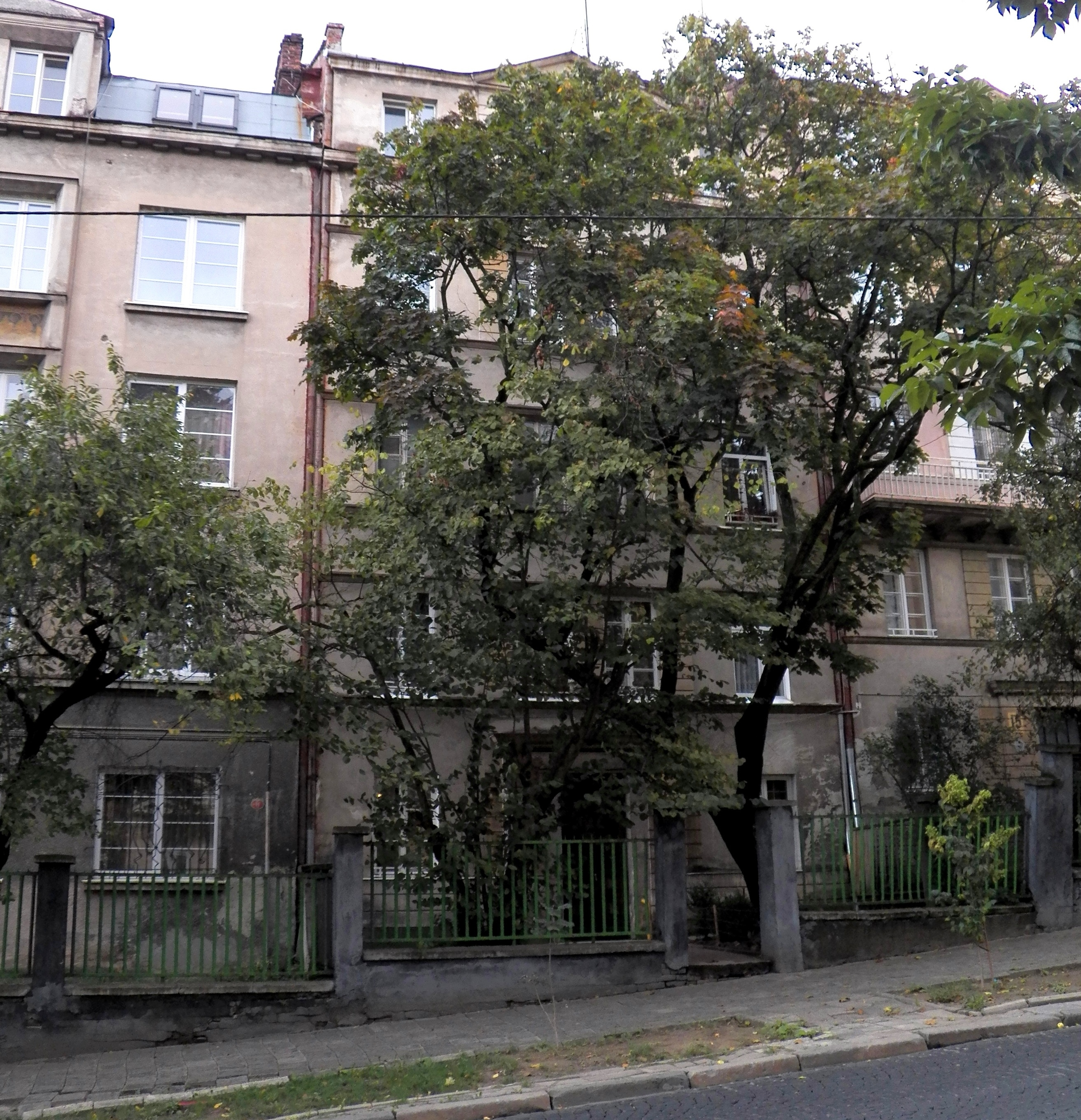
Будинок № 11а
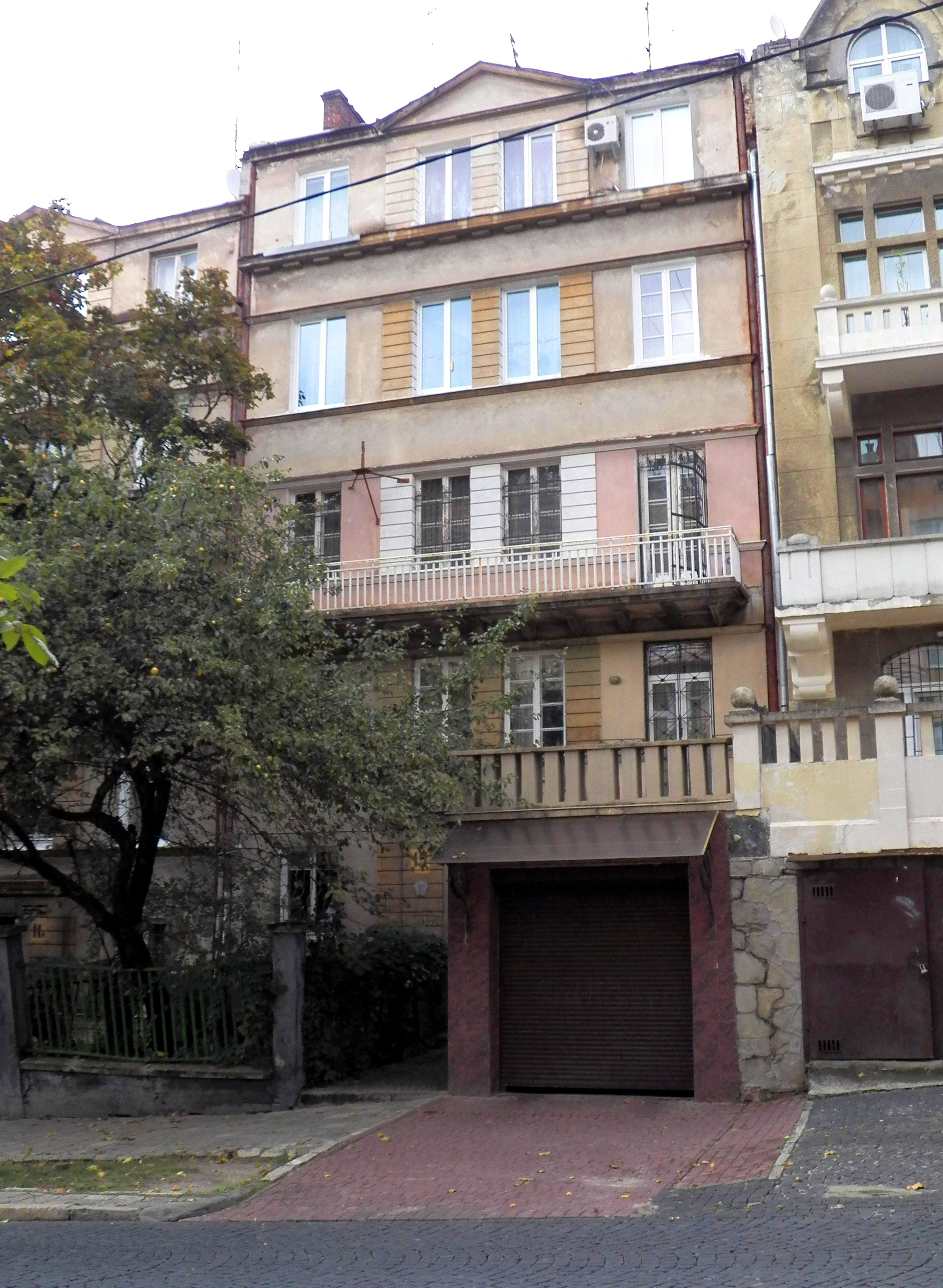
Будинок № 15

вхідні портали